# Lancaster (stacja kolejowa)
Lancaster – stacja kolejowa w mieście Lancaster, w Anglii. Posiada 3 perony i obsługuje 1,270 mln pasażerów.